# Irherm
Irherm ou Ighrem (en amazigh : Iɣrem ⵉⵖⵔⵎ ; en arabe : إِغْرَم) est une ville du Maroc. Elle est située dans la région de Souss-Massa.

### Sources
- (en) Irherm sur le site de Falling Rain Genomics, Inc.